# Ольга Фонда
Ольга Фонда (англ. Olga Fonda; нар. 1 жовтня 1982, Ухта) — американська акторка та фотомодель російського походження.

## Біографія
Народилася 1 жовтня 1982 року в місті Ухта, СРСР (нині — Росія). Ольга з дитинства була спокійною дівчинкою, вона багато і серйозно вчилася. І хоча її батьки не пов'язані зі світом мистецтва, сама дівчинка завжди мріяла зніматися в кіно і виконувати пісні на сцені. Вона багато грала ролей у шкільних спектаклях і брала участь у міському літературному гуртку, де досвідчені викладачі навчали дітей сценічної мови і красивого читання віршів і прози. Ольга виступала на всіх шкільних заходах, вона завжди була першою помічницею для вчителів та однокласників.
У середніх класах Ольга організувала свій театр, де вона з хлопцями придумувала міні-спектаклі і поетичні композиції. Вони навіть поставили свій спектакль, а Ольга шила костюми. Паралельно Ольга закінчила курси юних філологів і серйозно займалася етнографією. Вона обожнювала все, що було пов'язано з літературою та історією рідного краю, з життям її предків і життям простого народу. Проте сталося так, що Ольга з батьками виїхала з Росії, коли їй виповнилося 15 років.
У штаті Мен, США дівчинка відучилася один рік у школі Вінтроп, але вона так сумувала по Росії, що після цього поїхала додому. Після недовгого перебування на батьківщині батьки змусили Ольгу повернутися до Америки і вступити до Університету. Дівчина, маючи струнку фігуру і зріст 169 см, закінчила навчання і стала професійною моделлю. Після цього Ольга багато знімалася на телебаченні в рекламі торгових марок «Motorola» і «Puma». Багато разів фотомодель знімалась дли європейських каталогів і обкладинок журналів.
Ольга також знімалася в кліпах, а найвдалішою її роботою стали зйомки в кліпі співака Олександра Когана. Їй подобалося працювати з людьми з шоу-бізнесу, і як розповідає сама актриса, вона любить бути в оточенні знаменитостей і в оточенні телекамер.
2006 року відбувся дебют Ольги і вона з'явилася на широких екранах у епізоді серіалу «Частини тіла». Після цього молоду дівчину зауважує режисер Шон Леві, який у цей момент шукав дівчину на роль Фарри Лемкової у фільмі «Реальна сталь». Ольга погодилася прийти на прослуховування, і режисер затвердив молоду актрису грати цю роль. Продюсерами цієї картини виступили такі відомі особистості, як Стівен Спілберг і Роберт Земекіс. Світова прем'єра кінокартини відбулася в Парижі у вересні 2011 року і вона мала великий успіх.
Ольга продовжувала зніматися в кіно, і їй діставалися ролі переважно російських дівчат, і в основному без слів. Однак після зйомок в таких серіалах, як «Красені» і «Як я познайомився з вашою мамою», дівчина отримала роль у повнометражній картині «Любовні рани».

## Особисте життя
Прізвище Фонда — це не справжнє прізвище дівчини. Від батьків їй дісталося прізвище Чакова, але іноземцям таке слово виявилося важким для вимови, і за порадою друзів Ольга взяла псевдонім Фонда. Спочатку це був її псевдонім, а потім вона офіційно зареєструвала його, як своє нове прізвище.
2000 року дівчина вийшла заміж за Майкла Фундамінські, але через ревнощі дівчини до роботи, їм довелося розлучитися у 2005 році.
Проживає у Лос-Анджелесі.